# Svítkov

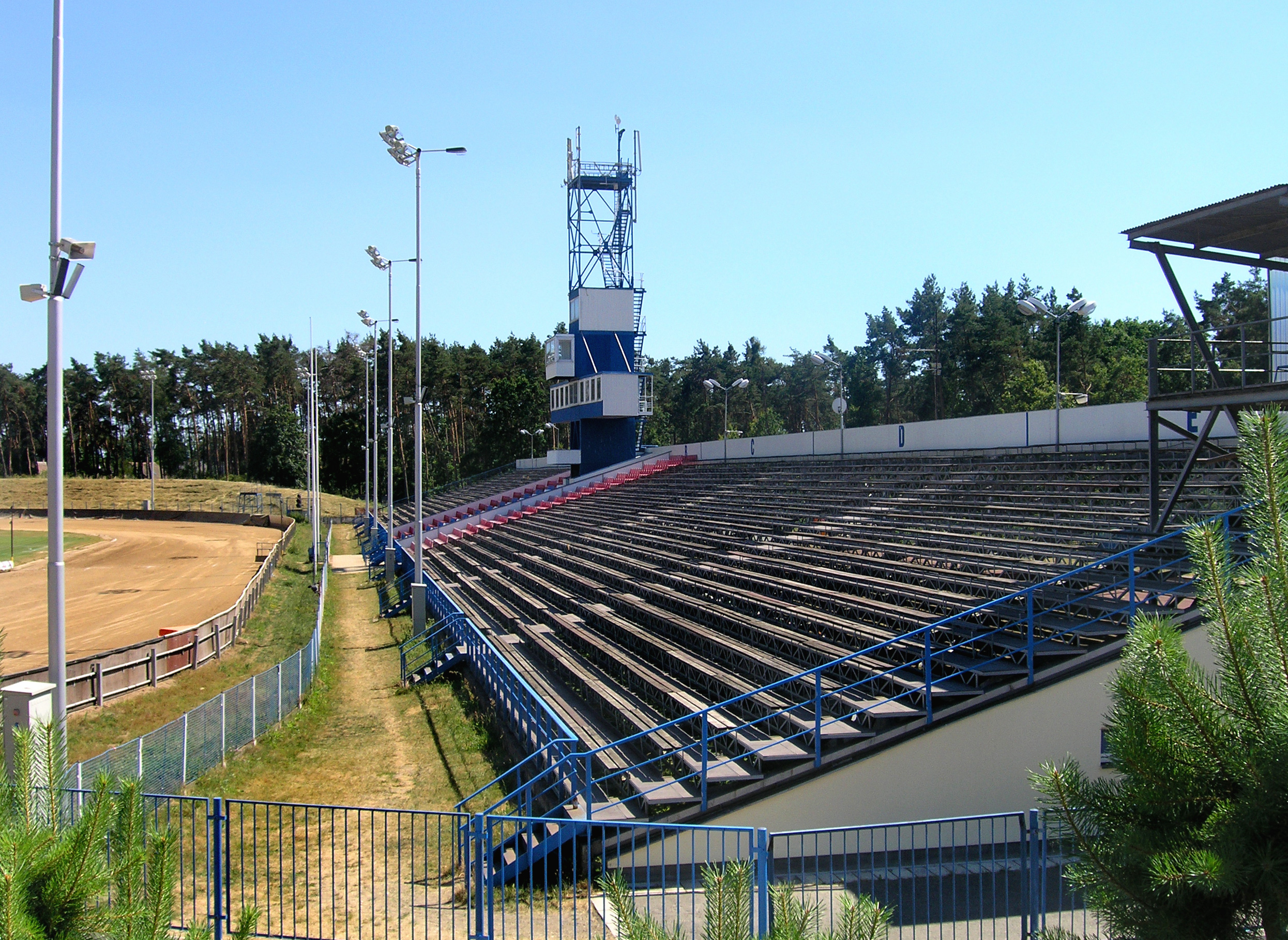
Stadion Zlatá přilba

Svítkov (deutsch Switkow, 1939–45 Switkau) ist ein Ortsteil der Stadt Pardubice im Okres Pardubice, Tschechien. Er liegt drei Kilometer westlich des Stadtzentrums von Pardubice und gehört zum Stadtteil Pardubice VI.

## Geographie
Svítkov befindet sich linksseitig der Elbe in der Polabská rovina (Elbniederung). Durch den Ort fließt der Bach Bylanka. Nördlich der Bebauung verläuft die Bahnstrecke Česká Třebová–Praha, entlang der östlichen Gemarkungsgrenze die Staatsstraße I/37 und im Süden die Staatsstraße I/2. Den östlichen Teil von Svítkov nimmt das Industriegebiet der PARAMO a.s. ein. Im Südosten liegt der Wald Zelenobranská dubina, dahinter – auf dem Gebiet der Grünen Vorstadt – die Pferderennbahn Pardubice.
Nachbarorte sind Rosice im Norden, Polabiny im Nordosten, Zelené Předměstí, Zavadilka und Dukla im Osten, Závodiště, Nové Jesenčany und Dražkovice im Südosten, Staré Jesenčany und Popkovice im Süden, Staré Čívice im Südwesten, Kokešov und Opočínek im Westen sowie Krchleby, Srnojedy und Zadní Polabina im Nordwesten.

## Geschichte
Zahlreiche Scherbenfunde belegen eine Besiedlung des Gebietes während der slawischen Burgstättenzeit um das siebte Jahrhundert v. Chr.
Die erste Erwähnung des Dorfes erfolgte 1465 als Besitz der Vladiken Svítkovský von Škudly. Ihr Sitz war eine Feste, die auf einem erhöhten Platz über der Mühle gestanden war. Die Häuser des Dorfes lagen südlich der Mühle verstreut entlang der Bylanka. Bedeutendster Besitzer des Gutes Svítkov war Burjan Svítkovský; er stand zunächst als Beamter in Diensten von Vojtěch von Pernstein. Johann von Pernstein ernannte ihn 1537 zum Hauptmann der Herrschaft Pardubitz. Nachdem Jaroslav von Pernstein 1560 die Herrschaft Pardubitz an König Ferdinand I. verkauft hatte, setzte diese Burjan Svítkovský als obersten Verwalter der Herrschaft ein. Das Gut Svítkov floss wahrscheinlich nach dem Tode von Burjan Svítkovský in die Herrschaft Pardubitz ein. Im Pardubitzer Urbar von 1588 sind für Svítkov 15 Anwesen, darunter eine Mühle und ein Schankhaus aufgeführt. Im Ort lagen zwei Teiche: der Spodní rybník unterhalb und der Vrchní rybník oberhalb der Schänke. König Rudolf II. ließ die Herrschaft im selben Jahr durch ein System von 24 Rychta (Scholtiseien) neu organisieren; der Rychtář in Rosice übte die niedere Gerichtsbarkeit für Svítkov aus.
Im Zuge der Raabisation wurde zum Ende des 18. Jahrhunderts nordöstlich von Svítkov an einer Heilquelle in den Elbauen zwischen dem ehemaligen Teich Přerovský rybník und der Zelenobranská dubina – an der Stelle des erloschenen Dorfes Přerov – die Siedlung Přerovsko angelegt. An der Quelle entstand eine hölzerne Kapelle der hl. Dreifaltigkeit. Přerovsko wurde 1793 erstmals im Zusammenhang mit einem Wirtshaus und einem Badehaus bei der Quelle erwähnt.
Im Jahre 1835 bestand das im Chrudimer Kreis an der Straße nach Choltitz gelegene Dorf Switkow aus 39 Häusern, in denen 277 Personen lebten. Im Ort gab es eine Mühle. Pfarrort war Pardubitz. Zwischen 1842 und 1845 wurde nördlich des Dorfes die k.k. Nördliche Staatsbahn angelegt; östlich von Přerovsko entstand der Bahnhof Pardubitz. Bis zur Mitte des 19. Jahrhunderts blieb Switkow der k.k. Kameralherrschaft Pardubitz untertänig.
Nach der Aufhebung der Patrimonialherrschaften bildete Svitkov ab 1849 mit dem Ortsteil Přerovsko eine Gemeinde im Gerichtsbezirk Pardubitz. Die Kapelle in Přerovsko brannte 1860 ab, an ihrer Stelle entstand ein neuer steinerner Bau. Ab 1868 gehörte das Dorf zum Bezirk Pardubitz. 1869 hatte Svitkov 412 Einwohner und bestand aus 55 Häusern. Zwischen 1869 und 1871 erfolgte der Bau der Bahnstrecke Havlíčkův Brod–Rosice nad Labem, die Přerovsko östlich tangierte. Für die in der Gleisgabelung und durch das Hochwassergebiet der Elbmäander eingeschlossene Siedlung Přerovsko bestanden keine Entwicklungsmöglichkeiten mehr, sie wurde in den 1870er Jahren nach Pardubice eingemeindet und ab dieser Zeit auch als Svatá Trojice bezeichnet. 1889 gründete David Fanto auf der Gemarkung Přerovsko in verkehrsgünstiger Lage am Eisenbahnkreuz eine Mineralölraffinerie, die 1890 die Produktion aufnahm. Für den Bau der Raffinerie wurde der nördliche Teil der Zelenobranská dubina abgeholzt. Mit den Fantovy závody verbunden ist die Entwicklung Svítkovs von einem bäuerlich geprägten Dorf zu einer Vorstadtsiedlung von Pardubice. Im Jahre 1900 lebten in Svítkov 792 Menschen, 1910 waren es 1851. Die Elbe wurde zu Beginn des 20. Jahrhunderts reguliert. Zunehmend dehnte sich die Gemeinde über ihre Grenzen nach Norden auf die Gemarkung Přerovsko aus. Dort entstand auch die Habrman-Schule, die mit Beginn des Schuljahres 1924/25 eingeweiht wurde. Durch das Elbhochwasser vom Juni 1926 wurde die Gegend überschwemmt, die Bylanka wurde rückgestaut und trat über die Ufer. 1930 bestand Svítkov aus 297 Häusern und hatte 2044 Einwohner. 1941 wurde mit der Regulierung der Bylanka begonnen. Im Zuge der Schaffung eines „Groß-Pardubitz“ wurde Svítkov auf Beschluss des Innenministeriums vom 21. September 1943 nach Pardubitz eingemeindet. Nach dem Ende des Zweiten Weltkrieges ordnete das Innenministerium 1946 den Fortbestand des während der Besatzungszeit geschaffenen Konglomerats „Velké Pardubice“ an. Im Zuge der Neugliederung der Stadt Pardubice gehörten Svítkov und Přerovsko ab 1949 zum Stadtbezirk Pardubice V. Am 17. Mai 1954 wurden Svítkov und Přerovsko aus der Stadt Pardubice ausgegliedert und bildeten eine Gemeinde im Okres Pardubice-okolí. Der Ortsname Přerovsko erlosch danach; neben der ursprünglichen Siedlung (heute U svaté Trojice) umfasste die Gemarkung Přerovsko das Industriegebiet Svítkov-průmyslový obvod, die Siedlung Zadní polabina und den nördlichen Teil von Svítkov entlang der Straße ul. Přerovská. Seit 1960 gehört Svítkov wieder zum Okres Pardubice. Am 1. Juli 1960 wurde Popkovice eingemeindet, am 1. Juli 1964 erfolgte die erneute Eingemeindung nach Pardubice. Das Fußballstadion PARAMO wurde 1964 in eine Speedwaybahn umgestaltet, auf die das Rennen um den Goldenen Helm der ČSR übertragen wurde. Beim Zensus von 2001 bestand der Ortsteil aus 852 Häusern und hatte 2720 Einwohner; von denen 2545 in Svítkov, 130 in Zadní polabina und 45 in Zelenobranská dubina lebten, das Industriegebiet Svítkov-průmyslový obvod hat keine Einwohner.

## Ortsgliederung
Svítkov ist der Sitz des Stadtbezirkes Pardubice VI. Der Ortsteil gliedert sich in die Grundsiedlungseinheiten Svítkov, Svítkov-průmyslový obvod, Zadní polabina und Zelenobranská dubina. Zu Svítkov gehört zudem die Siedlung U svaté Trojice.
Svítkov bildet einen Katastralbezirk.

## Sehenswürdigkeiten
- Kapelle der Jungfrau Maria auf dem Dorfplatz
- Glockenturm auf dem Dorfplatz
- Jan-Žižka-Denkmal im Park; der wohlhabende Bauer und Bürgermeister Václav Šáda ließ auf den Felden zwischen Svítkov und Popkovice ein Denkmal für den Förderer des Bauernstandes, Kaiser Joseph II. errichten. Nach der Gründung der Tschechoslowakei wurde das Kaiserdenkmal vom Sockel entfernt und durch ein Denkmal für Jan Žižka ersetzt. Wegen der Errichtung einer Wohnsiedlung wurde das Denkmal 1969 in den Park im alten Ortskern umgesetzt
- Kreuz im Park, gestiftet im 19. Jahrhundert durch Václav Šáda
- Gedenkstein für die Gefallenen beider Weltkriege, im Park
- Kapelle der hl. Dreifaltigkeit in U svaté Trojice, erbaut 1860 anstelle eines abgebrannten hölzernen Vorgängerbaus

## Sportanlagen
- Speedwaystadion Zlatá přilba, Austragungsort der Rennen um den Goldenen Helm